# Санта-Колома (Андорра)
Санта-Колома-д'Андорра (кат. Santa Coloma d'Andorra) або коротко Санта-Колома — андоррське містечко в парафії Андорра-ла-Велья, розташоване поблизу річки Валіра, за 2 км від столиці.

## Географія
На захід від містечка — гірські поселення Айшас, Бішессеррі та Канолік в Андоррі, а також Ос де Сівіс в Каталонії.

## Відомі будівлі
Тут знаходиться історична церква, що була номінована на сайті Світової спадщини ЮНЕСКО 22 лютого 1999 року в категорії «Культура».

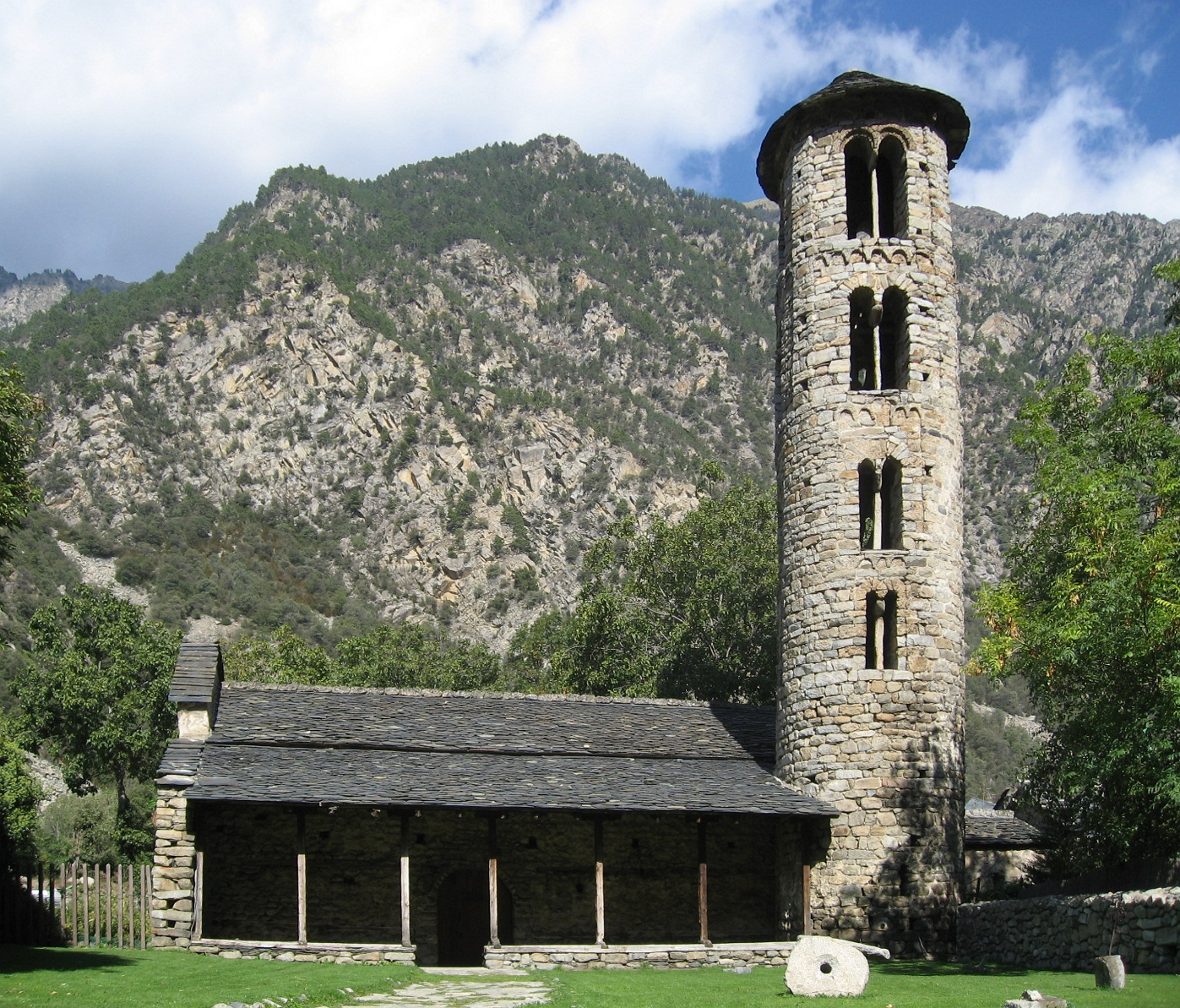
Зовнішній вигляд церкви Санта-Колома